# 赵旃
赵旃（？—约前575年），嬴姓，赵氏，又为邯郸氏，名旃，中国春秋时期晋国政治人物，赵氏。赵穿的儿子。在前597年的邲之战中，他急于立功，向主帅荀林父请战，荀林父没有答应。他又请求到楚国军营讲和，荀林父同意了，结果赵旃在晚上到楚营，因其傲慢，激怒了楚军。楚军追赶赵旃，引起了邲之战的全面战斗。他逃到了树林中，战斗中将良马战车给了兄长和叔父，使他们逃命。前588年，鞍之战後，他为新下军佐。前583年，下宫之难，他没有受牵连，继续担任晋国的新军将。前578年，赵旃参加对秦国的麻隧之战，前575年，鄢陵之战前去世。其孙邯郸午。